# اندرکنش خاک و سازه
اندرکنش خاک و سازه (soil structure interaction) عبارت است از بررسی تأثیر وجود خاک در پاسخ سازه تحت بار دینامیکی. اندرکنش خاک و سازه از جمله مباحث مهندسی ژئوتکنیک و مهندسی زلزله می‌باشد.
اندرکنش خاک و سازه فرایندی است که در آن پاسخ خاک بر حرکت سازه تأثیر می‌گذارد، همچنین حرکت یک سازه معین نیز بر پاسخ خاک تأثیر می‌گذارد.
در این پدیده جابجایی‌های سازه و زمین مستقل از یکدیگر صورت می‌گیرند.

## تأثیر اندرکنش خاک و سازه در رفتار دینامیکی سازه‌ها
در تحلیل و بررسی رفتار لرزه‌ای یک سازه، تحریکی که از جانب زمین به سازه اعمال می‌شود برای حالتی که سازه بر زمین سخت و سنگ بستر متکی باشد همان تحریکی است که قبل از احداث سازه در آن نقطه پی وجود داشته‌است، اما در صورتی که سازه بر خاک نرم متکی باشد تغییرات مهمی در ورودی لرزه‌ای سازه رخ خواهد داد. از جمله حرکات زمین آزاد (Free Field) با وجود سازه ساخته شده تغییرات نسبتاً قابل توجهی را متحمل می‌شود و نیز سیستم دینامیکی سازه مورد نظر متفاوت از سیستمی با شرایط پی گیردار خواهد بود؛ لذا سازه با خاک پیرامون خود در اندر کنش بوده و تغییراتی را در حرکات پایه ایجاد خواهد نمود. در نتیجه در نظر گرفتن اثرات اندر کنش خاک و سازه به‌طور دقیق ممکن است باعث افزایش دوره تناوب طبیعی و در نتیجه باعث کاهش ضریب زلزله در طراحی و متعاقباً کاهش هزینه‌ها گردد.

## کاربرد اندرکنش خاک و سازه
- این مفهوم در سازه‌های سنگین مانند سازه‌های هیدرولیکی و سازه‌های هسته ای استفاده می‌شود.
- برای سازه‌هایی که در آنها اثرات پی - دلتا غالب باشد، تجزیه و تحلیل مبتنی بر اندرکنش خاک - سازه مفید خواهد بود.
- بررسی اندرکنش خاک و سازه نقش مهمی در فونداسیونهای عمیق، سازه‌های روی خاک نرم، سازه‌های بلند یا لاغر که دارای سرعت برشی متوسط ۱۰۰ متر بر ثانیه هستند، ایفا می‌کند.

- اندرکنش جنبشی : جابجایی خاک ناشی از حرکت زمین هنگام زلزله ، حرکت میدان آزاد نامیده میشود. حرکت میدان آزاد در فونداسیون مشاهده نمی‌شود و در نتیجه اثری بر آن نخواهد داشت. اندرکنش جنبشی ، ناشی از ضعف فونداسیون در ارتباط کامل با حرکت میدان آزاد است.
- اندرکنش اینرسی : تغییر شکل اضافی ایجاد شده در خاک به علت انتقال نیروی اینرسی به خاک زیر سازه فوقانی ، اندرکنش اینرسی نامیده میشود.

هنگامی که حرکتهای زمین کم باشد ، اثر جنبشی اندرکنش خاک و سازه بیشتر خواهد بود. این امر باعث میشود که پریود و میرایی تشعشعی افزایش یابد. هنگامی که تکان ها قویتر باشند ، میرایی تشعشعی از طریق کاهش مدول خاک در میدان نزدیک و شکافته شدن شمع خاک محدود خواهد شد. در این شرایط ، اندرکنش اینرسی مهم تر خواهد بود. این امر باعث ایجاد جابجایی بیش از حد در نزدیکی سطح زمین و آسیب رساندن به فونداسیون های شمعی خواهد شد
اندرکنش فوق را به دو روش میتوان تجزیه و تحلیل کرد. این روشها عبارتاند از:
1. تجزیه و تحلیل مستقیم
2. رویکرد سازه تحتانی

در این نوع تجزیه و تحلیل ، برای خاک و سازه از مدل مشابهی برای تجزیه و تحلیل استفاده میشود. لذا به صورت یک سیستم کامل تجزیه و تحلیل خواهند شد. یکی از مثالهای موجود در این زمینه ، نمایش عناصر محدود است. فونداسیون ، عناصر سازهای ، مرزهای انتقال بار ، المانهای خط مشترک واقع بر لبه های فونداسیون از این دسته هستند. این روش به ندرت در عمل استفاده میشود ، زیرا محاسبات زیادی دارد و تحلیل آن بسیار پیچیده است.
فعالیت اندرکنش خاک - سازه به دو بخش تقسیم می شود. این بخش ها به منظور ارائه یک راه حل جامع با هم ترکیب خواهند شد.
در این رویکرد ، مدل با شرایط خاصی تولید می شود :
- حرکت های میدان آزاد و خصوصیات مربوط به خاک ، ارزیابی می شوند.
- روابط انتقال برای تبدیل حرکت میدان آزاد به حرکت ورودی فونداسیون ارزیابی می گردند.
- میراگر و فنرها تلفیق خواهند شد. فنرها نشان دهنده سختی و میراگر نشان دهنده میرایی در خط مشترک خاکو فونداسیون هستند.
- پاسخ سازه ترکیبی آنالیز می شود.